# كينتا تشيدا
كينتا تشيدا (باليابانية: 千田健太) (من مواليد 2 أغسطس 1985) هو مبارز بالسلاح من اليابان.
شارك في دورة الألعاب الآسيوية 2006 في الدوحة، قطر.

## روابط خارجية
- كينتا تشيدا على موقع الاتحاد الدولي للمبارزة (الإنجليزية)
- كينتا تشيدا على موقع أوليمبيديا (الإنجليزية)